# Arachnophobie (film)
Pour plus de détails, voir Fiche technique et Distribution.
Arachnophobie (Arachnophobia) est un film américain réalisé par Frank Marshall, sorti en 1990. Il est notamment produit par Steven Spielberg et Kathleen Kennedy et met en vedette Jeff Daniels, Harley Jane Kozak, Julian Sands et John Goodman.

## Synopsis
L'entomologiste James Atherton se rend en expédition dans une région inexplorée du Venezuela à la recherche de nouvelles espèces d'araignées ; le spécimen d'une espèce inconnue se cache alors dans l'un des brancards et Manley, le photographe de l'expédition, succombe à sa morsure. Le rapatriement du corps est prévu en cercueil jusqu'à sa ville natale de Canaïma aux Etats-Unis mais l'araignée s'introduit dans le cercueil, et durant le voyage, se nourrit en aspirant tout le sang du cadavre.
L'arachnide qui ne s'est pas fait remarquer est, dès sa sortie, emporté par un corbeau puis atterrit dans la grange du docteur Ross Jennings, fraîchement installé avec sa famille et atteint d'arachnophobie. L'araignée du Venezuela procrée avec une araignée de la région et crée ainsi une race mortelle composée de centaines de petites araignées assez discrètes.
À la suite d'une fête donnée pour l'accueil du nouveau médecin, l'organisatrice et gentille voisine de Ross, Margaret, meurt après avoir été mordue. Un peu plus tard, une autre araignée tue l'un des membres de l'équipe de football du lycée. Ces décès sont considérés comme des crises cardiaques par l'autre médecin de la ville, le docteur Metcalf. Ce dernier sera lui aussi victime de la race mortelle, mais sa femme verra l'araignée s'enfuir.
À la suite de l'autopsie, les deux autres cadavres sont exhumés et des morsures d'araignée sont découvertes. Ross Jennings contacte donc Atherton, le spécialiste des araignées, et comprend non seulement le cheminement de l'araignée originelle mais découvre qu'il y a deux nids. Pensant que le nid originel est à la morgue, Ross, l'adjoint d'Atherton et l'exterminateur Delbert McClintock s'y rendent mais le croque-mort et sa femme se sont fait mordre à leur tour. En localisant toutes les victimes, ils parviennent à établir que le nid se trouve dans la grange de Ross. Entre-temps, Atherton, qui a déjà découvert l'endroit, est attaqué par l'araignée du Venezuela nommée « le général ».
Lorsque les trois autres arrivent sur les lieux, Delbert s'occupe de neutraliser les araignées de la grange. Ross veut évacuer sa famille de la maison mais les araignées en bloquent les issues ; tout le monde arrive à sortir à l'exception de Ross qui chute du premier étage et se retrouve coincé dans sa cave. Delbert se charge de nettoyer la maison. Pendant ce temps, Ross s'engage dans une lutte de survie avec l'araignée reine, mère d'une partie de la race reproductrice et réussit à l'électrocuter. Il découvre ensuite le nid secondaire et l'arrose d'alcool pour l'enflammer mais « le général » sort du nid. Dans la bataille, Ross tente de la carboniser mais l'araignée est trop vive ; Ross tombe alors sur le dos et voit celle-ci lui remonter le long de la jambe, menaçant de le tuer à tout moment.
Au moment où l'araignée pose ses pattes sur une planchette tombée sur le corps de Ross, celui-ci arrive à faire levier et à la projeter dans le feu. Le général tente une dernière attaque mais Ross se sert in extremis de son pistolet à clous et le projette dans le nid qui s'enflamme.
Ross et sa famille retournent ensuite à San Francisco.

## Fiche technique
Sauf indication contraire, les informations mentionnées dans cette section peuvent être confirmées par les bases de données cinématographiques IMDb et Allociné,  présentes dans la section « Liens externes ».
- Titre original : Arachnophobia
- Titre français et québécois : Arachnophobie[1]
- Réalisation : Frank Marshall
- Scénario : Don Jakoby et Wesley Strick, d'après une histoire de Don Jakoby et Al Williams
- Musique : Trevor Jones
- Direction artistique : Christopher Burian-Mohr
- Décors : Jim Bissell
- Costumes : Jennifer L. Parsons
- Photographie : Mikael Salomon
- Son : David J. Hudson, Tom C. McCarthy, Mel Metcalfe, Terry Porter
- Montage : Michael Kahn
- Production : Kathleen Kennedy et Richard Vane
  - Production déléguée : Frank Marshall et Steven Spielberg
  - Production associée : William S. Beasley
  - Coproduction : Don Jakoby
  - Coproduction déléguée : Robert W. Cort et Ted Field
  - Assistant de production : Daniel Vellucci
- Sociétés de production :
  - États-Unis : Interscope Communications, Ricardo Mestres Productions et Tangled Web Productions (non crédité), présenté par Amblin Entertainment et Hollywood Pictures
  - Venezuela : Warm Weather Internationl group de Venezuela
- Société de distribution : Buena Vista Pictures Distribution (États-Unis, Canada) ; Warner Bros. (France)
- Budget : 31 millions USD[2]
- Pays de production :  États-Unis[3],[N 1]
- Langues originales : anglais, espagnol
- Format : couleur (DeLuxe) — 35 mm — 1,85:1 — son Dolby stéréo
- Genre : épouvante-horreur, comédie, thriller, science-fiction
- Durée : 109 minutes
- Dates de sortie[4] :
  - États-Unis, Québec : 18 juillet 1990[1]
  - France : 17 avril 1991[5]
- Classification[6] :
  - États-Unis : accord parental recommandé, film déconseillé aux moins de 13 ans (PG-13 - Parents Strongly Cautioned)
  - France : tous publics[7]
  - Québec : 13 ans et plus (13+ / 13 years and over)

## Distribution
- Jeff Daniels (VF : Patrick Guillemin / VQ : Alain Zouvi) : Dr Ross Jennings
- Harley Jane Kozak (VF : Véronique Augereau / VQ : Danièle Panneton) : Molly Jennings
- John Goodman (VF : Jacques Frantz / VQ : Yves Massicotte) : Delbert McClintock
- Julian Sands (VF : Richard Darbois / VQ : Jean-Luc Montminy) : Pr James Atherton
- Stuart Pankin (VF : Mario Santini / VQ : Éric Gaudry) : le shérif Lloyd Parsons
- Brian McNamara (VF : Georges Caudron / VQ : Daniel Lesourd) : Chris Collins
- Henry Jones (VF : Henri Labussière / VQ : Serge Bossac) : Dr Samuel « Sam » Metcalf
- James Handy (VF : Marcel Guido / VQ : Hubert Gagnon) : Milton Briggs
- Peter Jason : Henry Beechwood
- Mark L. Taylor (VF : Gilbert Lévy) : Jerry Manley
- Roy Brocksmith (VF : Michel Modo) : Irv Kendall
- Kathy Kinney (VF : Jane Val) : Blanche Kendall (Blaire Kendall en VO)
- Mary Carver (VF : Liliane Patrick) : Margaret Hollins
- Frances Bay (VF : Anne-Marie Haudebourg) : Evelyn Metcalf
- Garette Ratliff Henson : Tommy Jennings
- Marlene Katz (VF : Alexandra Garijo) : Shelley Jennings
- Michael J. Fox : un acteur à la télévision

## Production

### Tournage
Le tournage s'est déroulé du 4 décembre 1989 au 11 avril 1990 à Cambria, Pasadena et Venice en Californie, et au Venezuela, près du Salto Angel,.

### Bande originale
- Summer Wind (en), interprété par Frank Sinatra
- Swear to Your Heart (en), interprété par Diane Warren
- Blue Eyes Are Sensitive To The Light, interprété par Sara Hickman
- Goin' Ahead, interprété par Pat Metheny
- I Left My Heart in San Francisco, interprété par Tony Bennett
- Don't Bug Me, interprété par Jimmy Buffett

## Distinctions

### Récompenses
- Academy of Science Fiction, Fantasy and Horror Films - Saturn Awards 1991 :
  - Saturn Award du meilleur film d'horreur
  - Saturn Award du meilleur acteur pour Jeff Daniels

### Nominations
- Academy of Science Fiction, Fantasy and Horror Films - Saturn Awards 1991 :
  - Meilleur réalisateur pour Frank Marshall
  - Meilleur acteur dans un second rôle pour John Goodman
  - Meilleur scénariste pour Don Jakoby et Wesley Strick
- Young Artist Awards 1991 :
  - Film de comédie horrifique le plus divertissant pour les jeunes
  - Meilleure jeune actrice dans un second rôle pour Marlene Katz

## Éditions en vidéo
En France, le film Arachnophobie est sorti en DVD le 14 décembre 1999. Par la suite, le film est ressorti en DVD le 4 juin 2003 et en VOD le 11 juillet 2018.

## Autour du film
- Il s'agit du premier film produit par Hollywood Pictures, une filiale de la Walt Disney Company.
- Canaima, le nom de la ville où se déroule le film, est le nom d'un genre d'araignée qu'on retrouve justement au Venezuela